# Orlandi (famiglia)
Gli Orlandi furono una famiglia della nobiltà toscana, protagonista delle vicende economiche e politiche toscane fino al XVI secolo.

## Origini
Secondo la leggenda, la famiglia Orlandi trae origine da uno dei sette baroni toscani ai quali l’imperatore Ottone I di Sassonia affidò l’Etruria nell’anno 961, dopo la sua incoronazione a Roma. Tali affermazioni tuttora non hanno alcun riscontro con fonti certe.
Tuttavia, gli Orlandi traggono origine con molta probabilità da un'antica e potente famiglia toscana, che visse prevalentemente nei territori appartenuti alla diocesi lucchese, in periodo feudale.
Un plausibile fondatore della famiglia degli Orlandi fu Soaverico (anche detto Soavizo), padre di Rodilando, quest'ultimo storicamente accertato da vari documenti del X secolo con il cognome Orlandi, e quindi considerato il capostipite.
Sintesi genealogica delle origini:
|           |  |                                                                             |  |
|           |  |                                                                             |  |
| Soaverico |  |                                                                             |  |
|           |  | Pietro *X secolo †XI secolo                                                 |  |
|           |  |                                                                             |  |
|           |  | Ildebrando *X secolo †XI secolo                                             |  |
|           |  |                                                                             |  |
|           |  | Rodilando Orlandi (capostipite della linea principale) *X secolo †XI secolo |  |
|           |  |                                                                             |  |

I figli di Soaverico, inizialmente, risiederono presso Lucca ma successivamente decisero di spostare i propri interessi economici verso sud.

## Storia

### X-XI secolo: La repubblica di Pisa
Verso la fine del X secolo e l'inizio dell'XI secolo, la famiglia Orlandi si spostò verso Pisa, divenendo ben presto una delle famiglie più importanti della nascente Repubblica di Pisa. I primi discendenti di Soaverico, difatti potettero godere dell'appoggio dell'omonimo vescovato, il quale concesse in loro favore numerose terre come: le zone limitrofe al Porto Pisano, le Colline Livornesi e numerosi altri appezzamenti; tra cui anche Livorna (odierna Livorno). Oltre a ciò la famiglia potette godere anche del sostegno politico di Enrico III il Nero, imperatore del Sacro Romano Impero che conferì il feudo della Selva Palatina a Rolando Orlandi, figlio di Rodilando.
Tali concessioni comportarono una veloce espansione economico-politica della famiglia che poté beneficiarne tramite: la raccolta delle tasse e l'intensivo sfruttamento delle terre.

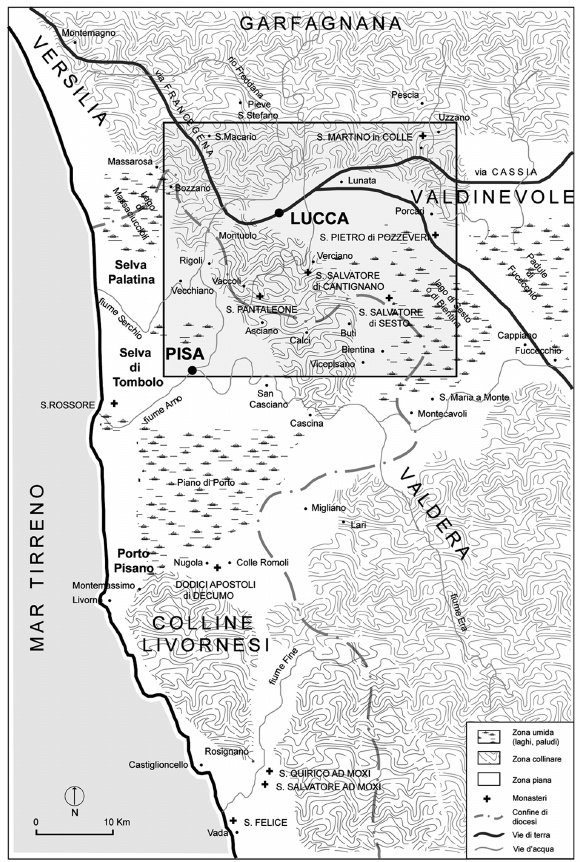
Le diocesi di Pisa e di Lucca nell'XI secolo

Gli Orlandi, inoltre si prodigarono anche in campo militare. Nelle cronache pisane dell'XI secolo, infatti, compare l'ammiraglio Carlo Orlandi, che nel 1003, con il naviglio affidatogli dal consiglio cittadino, affondò la flotta saracena al largo di Civitavecchia, andando in soccorso a papa Giovanni XVIII. Successivamente compaiono, secondo le fonti pervenutaci, Lamberto Orlandi anch'egli ammiraglio e Giovanni Orlandi, inizialmente ammiraglio ed in seguito eletto duce di Pisa.
Nel 1030, Lamberto Orlandi guidò 100 navigli pisani verso Cartagine (odierna Tunisi), facendola capitolare. Tornato in patria, nel 1033 ripartì, guidando questa volta una spedizione verso le città di: Bona (attuale Annaba) e Ustica. Tale impresa fu un successo, i saraceni vennero sconfitti e numerosi ostaggi furono liberati.
Nel 1063, Giovanni Orlandi saccheggiò Palermo ai danni dei musulmani portando grandi ricchezza alla propria città, infatti grazie alla sua impresa fu finanziata la costruzione del Duomo di Pisa. Dopo tale vittoria, le espansioni saracene nell’alto Mediterraneo ebbero fine.
(Paolo Tronci, Memorie Istoriche della città di Pisa, 1628)
Nel 1081, il re Enrico IV di Franconia confermò a Gualando, nipote del capostipite Rodilando, il feudo della Selva Palatina;  così facendo favorì notevolmente il già potente gruppo familiare. Tre anni dopo, nel 1084, il medesimo re ormai divenuto imperatore del Sacro Romano Impero concesse a Lamberto, cugino di Gualando, altre terre nel Valdiserchio pisano.
Oltre alle numerose imprese militari e politiche al servizio della Repubblica di Pisa, la famiglia degli Orlandi tra l'XI e il XIV secolo instaurò forti legami con alcune famiglie pisane creando diverse consorterie (come ad esempio: gli Orlandi-Gatti, gli Orlandi-Del Nicchio e gli Orlandi-Pellari), incrementando ulteriormente il proprio potere politico nella repubblica.

### XII secolo: Il periodo consolare
Nel XII secolo, la famiglia continuò ad espandersi sia a livello territoriale sia a livello politico; divenendo una delle famiglie consolari della Repubblica di Pisa. Tra i consoli più importanti di questa famiglia si ritrova: Ildebrando, Enrico, Pellario e Rodolfo Orlandi.
Nel 1112, il feudo della Selva Palatina, ormai facente parte del casato Orlandi da quasi un secolo, fu confermato anche dalla contessa Matilde di Canossa e successivamente anche dal marchese Rabodone.
Nel 1114, a Ildebrando Orlandi fu affidato il comando delle truppe pisane nella spedizione alle isole Baleari, con la quale ottenne un'iniziale vittoria. Con tale spedizione furono liberati numerosi ostaggi cristiani e fu debellata la pirateria di Maiorca; tuttavia la conquista durò solo pochi mesi. Nel 1116, infatti, le isole furono riconquistate dagli Almoravidi provenienti dalla penisola iberica.
Nel 1120, Enrico Orlandi firmò il trattato di pace tra le repubbliche marinare di Pisa e Amalfi consentendo un consistente aumento dei traffici commerciali, ciò comportò un breve periodo di prosperità per entrambe le repubbliche.

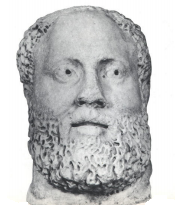
La testa della statua del console Rodolfo Orlandi

Nel 1124, il popolo pisano dedicò al console ed eroe della Repubblica, Rodolfo Orlandi, una statua (chiamata dai pisani dell'epoca Il gigante); tale statua fu posta in Via Santa Maria (oggi Piazza Carrara), e perdurò fino al 1595 quando fu rimpiazzata dal monumento, tuttora esistente, dedicato a Ferdinando I de' Medici.
Intorno al 1158, un esponente della famiglia Orlandi, il console Pellario, venne inviato dalla Repubblica di Pisa nel Nord Italia, per prestare servizio a Federico Barbarossa, imperatore del Sacro Romano Impero; in suddetta missione egli fu accompagnato anche dal conte di Donoratico (Gherardo della Gherardesca). La famiglia degli Orlandi e la famiglia dei Della Gherardesca contribuirono con il proprio manipolo di uomini a conquistare la città di Crema, Pavia e infine porre sotto assedio la città di Milano, con la sua conseguente distruzione.
In questo secolo, inoltre, una parte della consorteria degli Orlandi di Pisa si trasferì a Pescia e a Sassetta, creando i rami cadetti delle omonime città.

### XIII secolo: L'inizio della decadenza
Gli Orlandi di Pisa, nel XIII secolo, con l'avvento delle famiglie magnatizie borghesi, iniziarono ad indebolirsi a livello politico.
Nella prima metà del Trecento, comunque, nonostante le ingerenze esterne, alcuni uomini della famiglia riuscirono a ricoprire ruoli istituzionali di notevole importanza. Tra le figure più importanti si hanno: Aldobrando Orlandi e Sigerio d'Orlando Orlandi.
Nel 1217, infatti tra i firmatari dell'accordo di pace tra Genova, Venezia e Pisa promosso da papa Onorio III, figura Aldobrando Orlandi. Tale patto contribuì a rafforzare i ranghi della Quinta Crociata. Aldobrando, inoltre, nello stesso anno, ricoprì la carica di capo della magistratura di Pisa, al tempo una delle cariche istituzionali più importanti.
Nel 1256, invece, Sigerio d'Orlando Orlandi ricopriva il ruolo di generale dell'esercito della suddetta città.
Tale situazione di stallo però mutò completamente nel 1284, quando la Repubblica di Pisa scese in guerra contro la Repubblica di Genova e subì la sua più grave sconfitta navale, nella famosa Battaglia della Meloria; ciò comportò l'inizio della fine per la famiglia Orlandi che nella suddetta battaglia armò 4 navi a proprie spese insieme all'aiuto dei rami cadetti.
Quattro anni dopo, l'arcivescovo Ruggieri degli Ubaldini aizzò la famiglia Orlandi, originariamente ghibellina, e numerose altre famiglie come i Gualandi, i Sismondi, i Lanfranchi, ed i Ripafratta contro il conte Ugolino della Gherardesca passato alla fazione guelfa, che vantava tra le tante accuse quella di aver disertato dalla Meloria. Con questo atto ostile nei confronti dei Della Gherardesca, la famiglia Orlandi si fece nuovi nemici e si indebolì ulteriormente, anche se per breve periodo riuscì a beneficiarne.

### XIV secolo: La lotta per il potere
Nel XIV secolo, la linea principale della famiglia Orlandi, ricoprì pochi incarichi pubblici a Pisa, difatti si registra soltanto un Orlandi appartenente al Consiglio di credenza (nel 1317), due consiglieri facenti parte del Consiglio superiore degli anziani (nel 1302 e 1316) ed un senatore (nel 1322). In questo secolo, inoltre, la famiglia Orlandi fu confinata più volte dalla fazione guelfa pisana, questo come conseguenza al loro orientamento politico e alle loro continue azioni bellicose.
Gli Orlandi, rimasero sempre fedeli al fronte ghibellino anche quando vi era al potere la fazione guelfa, cercando addirittura di contrastarla militarmente.
Per far sì che il potere ricadesse in mano ai ghibellini, intrattennero forti legami con il condottiero di ventura, Uguccione della Faggiola e con il duca di Lucca, Castruccio Castracani.
Il più importante esponente degli Orlandi nel XIV secolo fu senza dubbio Gherardo Orlandi, vescovo di Aleria e amministratore della diocesi di Pisa per conto di Ludovico il Bavaro.
Nel gennaio del 1332, con l'appoggio di Lucca e di Parma, Gherardo Orlandi tentò d'impadronirsi militarmente della città di Pisa, con l'obiettivo di liberarla dal giogo guelfo, ma venne respinto da Fazio Novello della Gherardesca e dall'esercito fiorentino venuto in suo soccorso.
Nel 1347, secondo alcune fonti, la popolazione gravava sotto la tirannia del giovane conte Ranieri II della Gherardesca, figlio del fu Fazio della Gherardesca, e anch'egli appartenente alla fazione guelfa. Per ovviare a tale problema la famiglia Orlandi con il supporto della famiglia Gualandi riuscì ad avvelenarlo, e a riportare la "pace" a Pisa. Gli Orlandi, comunque, nonostante il successo, ne uscirono notevolmente indeboliti.
Tra il 1388 e il 1389, le navi mercantili delle repubbliche marinare di Genova e Pisa furono prese d'assalto dai corsari del re di Tunisi; ciò comportò notevoli problemi economici per entrambe le repubbliche. Per risolvere tale situazione, le due repubbliche marinare unirono le forze e incaricarono Francesco Orlandi e Raffaello Adorno nello scacciare la flotta corsara. Francesco e Raffaello dimostrarono notevole valore in battaglia ottenendo in pochi mesi una vittoria schiacciante sul nemico.

### XV-XVI secolo: la fine
Nel 1406, la Repubblica di Pisa cessò di esistere, con la vendita effettuata da Gabriele Maria Visconti alla Repubblica di Firenze.
Nel 1494, il duro regime attuato dalla Repubblica di Firenze nei confronti del popolo pisano, comportarono un forte risentimento e una nascente voglia d'indipendenza. L'8 novembre dello stesso anno sopraggiunse in città Carlo VIII, il quale si stava preparando per la discesa verso Napoli. Il sovrano francese, ricevette a nome del popolo pisano, Simon Francesco Orlandi che gli spiegò le condizioni in cui gravava Pisa; in tale azione egli mise a rischio la propria vita essendosi esposto anche davanti ai fiorentini. Simon Francesco, dopo aver proferito parola, ottenne il favore del re e dopo questo fatto scoppiò la rivolta di Pisa con la conseguente cacciata delle autorità fiorentine e l'instaurazione della Seconda Repubblica Pisana.
Il 6 dicembre 1494, l'ambasciatore Simon Francesco Orlandi insieme ad una delegazione pisana, raggiunse Siena per incontrare Carlo VIII, anticipando così di ben due giorni la delegazione fiorentina che chiedeva la restituzione di Pisa. L'esponente degli Orlandi anche in questo caso riuscì ad ottenere i favori del sovrano francese.
Alla fine del Quattrocento, Benedetto Orlandi, facente parte di quel che rimaneva delle consorterie di Pisa, lasciò la propria città natia per spostarsi a Maiorca, qui diede vita al ramo cadetto degli Orlandis.
Nel 1519, l'ultimo esponente maschio della linea principale di Pisa, tale Gregorio Orlandi morì senza figli.

## Altri rami familiari
Oltre alla più celebre linea principale di Pisa, che si estinse nella medesima città nel 1519, esistono anche altri rami derivati la cui creazione risale da prima del Duecento fino alla seconda metà del Quattrocento. Tra questi ricordiamo:
1. Orlandi della Sassetta -  Il ramo di Sassetta, ebbe inizio nel XII secolo e perdurò fino al XVI secolo, periodo della sua estinzione. Tale ramo è passato alla storia principalmente per la sua vena militarista, infatti tra i suoi ranghi si prodigarono numerosi condottieri di ventura, primo fra tutti, il celeberrimo Rinieri della Sassetta citato dall'allora vice Cancelliere di Firenze, Niccolò Machiavelli, che lo descrisse come un pericolo per la sua amata città. Il ramo col tempo ottenne la signoria di Sassetta, titolo che mantenne per diversi secoli.
2. Orlandi di Pescia - Da Orlando Orlandi, vissuto intorno al XII secolo, deriva il ramo degli Orlandi di Pescia, che a loro volta diedero i natali al ramo degli Orlandi-Cardini. Accanto alla cura degli interessi feudali, tale ramo era riuscito ad assicurarsi alte posizioni gerarchiche sia in campo politico sia in quello amministrativo; il più importante esponente fu Adolfo Orlandi, priore di Firenze. Questo ramo della famiglia, oltre a quanto già detto, ebbe l'onore di ospitare San Francesco d'Assisi. Il ramo è tuttora esistente.
3. Orlandis di Maiorca - Annoverato come l'ultimo ramo cadetto della più illustre linea principale, si formò a Maiorca nel XV secolo, per volontà di Benedetto Orlandi in fuga da Pisa. Tale ramo è noto per essersi unito in matrimonio con gli Asburgo-Lorena di Toscana. Nel 1963 da Juan Bautista Orlandis y Asburgo-Lorena nacque il ramo degli Orlandis-Asburgo. Il ramo è tuttora esistente.

Un presunto ramo fiorentino potrebbe avere una connessione con il ramo pisano ma per mancanza di fonti storiche accreditate, le ricostruzioni non sono da considerare attendibili.

## Condottieri e personaggi illustri
(in ordine temporale)

### Orlandi di Pisa (linea principale)
- Rodilando Orlandi (X secolo-XI secolo), capostipite della linea principale;
- Carlo Orlandi, ammiraglio di Pisa nel 1003;
- Lamberto Orlandi, ammiraglio di Pisa, conquistò la città di Annaba e di Ustica nel 1034;
- Rodolfo Orlandi (1056-1102), console di Pisa ed eroe della repubblica;
- Giovanni Orlandi, ammiraglio di Pisa ed in seguito duce dell'omonima città, saccheggiò la città di Palermo nel 1063;
- Giovanni Orlandi, cavaliere dell'Ordine del Cingolo Militare;
- Lamberto Orlandi, console di Pisa nel 1087;
- Gualando Orlandi, ambasciatore di Pisa a Ratisbona nel 1089;
- Manfredi Orlandi, console di Pisa nel 1111;
- Ildebrando Orlandi, console di Pisa, ambasciatore e comandante della spedizione alle isole Baleari nel 1114;
- Enrico Orlandi, console di Pisa, firmò il trattato di pace con la Repubblica di Amalfi nel 1120;
- Rodolfino Orlandi, console di Pisa nel 1128;
- Riccio Orlandi, console di Pisa nel 1144;
- Pellario Orlandi, console di Pisa nel 1158, 1161 e 1164 e ambasciatore nel 1163 al servizio di Federico Barbarossa;
- Bandinacco Orlandi, senatore di Pisa nel 1164, 1184 e 1185 e console dell'omonima città nel 1168;
- Rodolfo Orlandi, console di Pisa nel 1163, 1166 e 1169;
- Ugone Orlandi, giudice di Pisa, ambasciatore presso la Repubblica di Venezia nel 1169 e ad Albenga nel 1180;
- Ildebrandino Orlandi, console di Pisa nel 1175;
- Ildebrando Orlandi, console di Pisa nel 1186;
- Aldobrando Orlandi, capo della magistratura di Pisa nel 1217;
- Gherardo Orlandi, podestà di Firenze nel 1215 e 1223;
- Gatto Orlandi, console di Pisa nel 1235;
- Sigerio d'Orlando Orlandi, generale dell'esercito di Pisa nel 1256;
- Bue Gatti degli Orlandi, podestà di Castiglion della Pescaia nel 1290;
- Jacopo Gatti degli Orlandi, podestà di Viareggio nel 1327;
- Giovanni Orlandi, arcivescovo di Sassari;
- Gherardo Orlandi, vescovo di Aleria e de facto arcivescovo di Pisa;
- Giovanni Orlandi, podestà di Sarzana nel 1334;
- Niccolò Orlandi, nominato cavaliere nel 1375;
- Niccolò Nicchi degli Orlandi, podestà di Livorno nel 1381;
- Francesco Orlandi, condottiero della flotta pisana nel 1388 e 1389;
- Simon Francesco Orlandi (?-1497), ambasciatore di Pisa;
- Giovanni Orlandi, gonfaloniere di Pisa nel 1506;
- Gregorio Orlandi (1472-1519), ultimo esponente maschio della linea principale.

### Orlandi della Sassetta
- Benedetto della Sassetta, signore di Sassetta e governatore di Maiorca nel 1115;
- Pannocchia della Sassetta (?-1290), signore di Sassetta, podestà di Monteverdi nel 1252 e di Volterra nel 1283, console pisano in terrasanta;
- Giovanni della Sassetta, signore di Sassetta e podestà di Santa Maria a Monte nel 1273;
- Pirro della Sassetta (?-1315), signore di Sassetta e capitano nella battaglia della Meloria svoltasi nel 1284;
- Guido della Sassetta, podestà di Monteverdi nel XIII secolo;
- Jacopo della Sassetta (?-1482), condottiero di ventura morto in battaglia;
- Pietro Paolo della Sassetta (?-1508), signore di Sassetta, condottiero di ventura e padre di Rinieri della Sassetta;
- Rinieri della Sassetta (?-1520), signore di Sassetta e condottiero di ventura;
- Geremia della Sassetta, fratello di Ranieri, condottiero di ventura; nel 1514 uccise in duello il cognato Fazio della Gherardesca;
- Genovetta della Sassetta, sorella di Ranieri; nel 1501 era "capitanessa di tutte le donne" che partecipavano attivamente alla difesa di Pisa assediata dai fiorentini;
- Antonio della Sassetta (?-1539), uomo di chiesa vicino a papa Giulio II;
- Fabio della Sassetta (1506-?), ultimo esponente maschio del ramo cadetto, fu bandito da Cosimo I de' Medici nel 1557.

### Orlandi di Pescia
- Orlando Orlandi, capostipite del ramo cadetto di Pescia;
- Tommaso Orlandi, podestà di Volterra nel 1409;
- Zanobi Orlandi, frate implicato nella congiura ordita da Luca Pitti e da Giovanni de' Diotisalvi Neroni nel 1468;
- Adolfo Orlandi (1411-?), priore di Firenze nel 1461 e 1471;
- Bernardino Orlandi (?-1631), capitano della flotta pontificia sotto Urbano VIII nel 1628;

### Orlandi-Cardini
- Antonio Orlandi Cardini (1850-1920), patriota.

### Orlandis di Maiorca
- Benedetto Orlandi (XV secolo-?), capostipite del ramo cadetto di Maiorca;
- Ramón Orlandis y Villalonga (1896-1936), marito di Maria Antonia d'Asburgo-Lorena;
- José Orlandis y Rovira (1918-2010), storico e membro dell'Opus Dei.

### Orlandis-Asburgo
- Juan Bautista Orlandis y Asburgo-Lorena (1928-1977), capostipite del ramo cadetto degli Orlandis-Asburgo, barone di Pinopar.

## Armoriale
I vari stemmi della famiglia Orlandi.

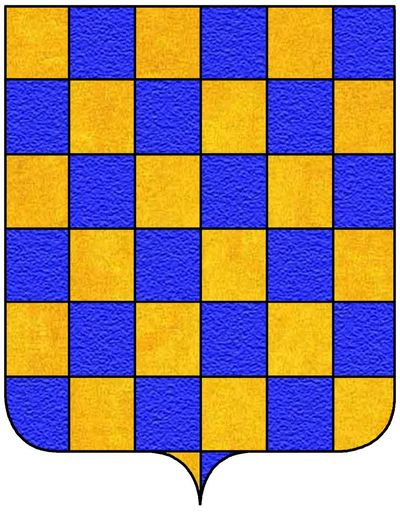
Stemma degli Orlandi di Pisa (linea principale)
Stemma degli Orlandi della Sassetta (ramo cadetto)
Stemma degli Orlandi di Pescia (ramo cadetto)
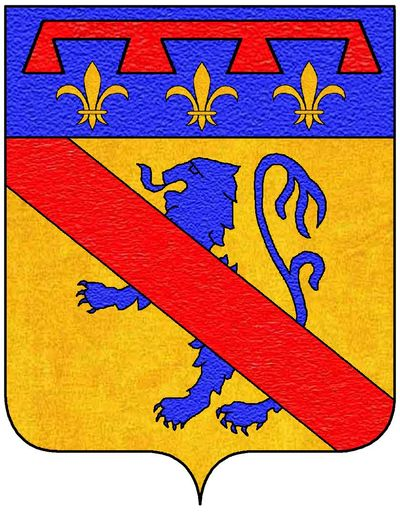
Stemma degli Orlandi di Pescia - Parte guelfa (ramo cadetto)
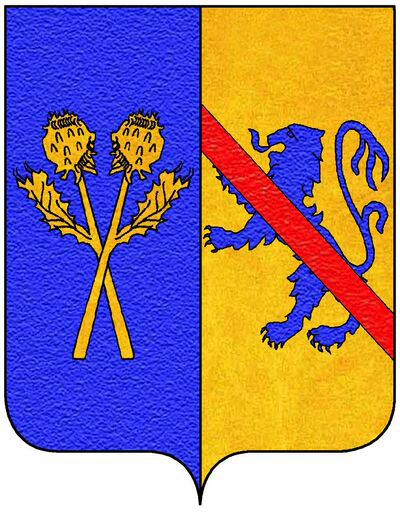
Stemma degli Orlandi-Cardini (ramo cadetto)

## Dimore

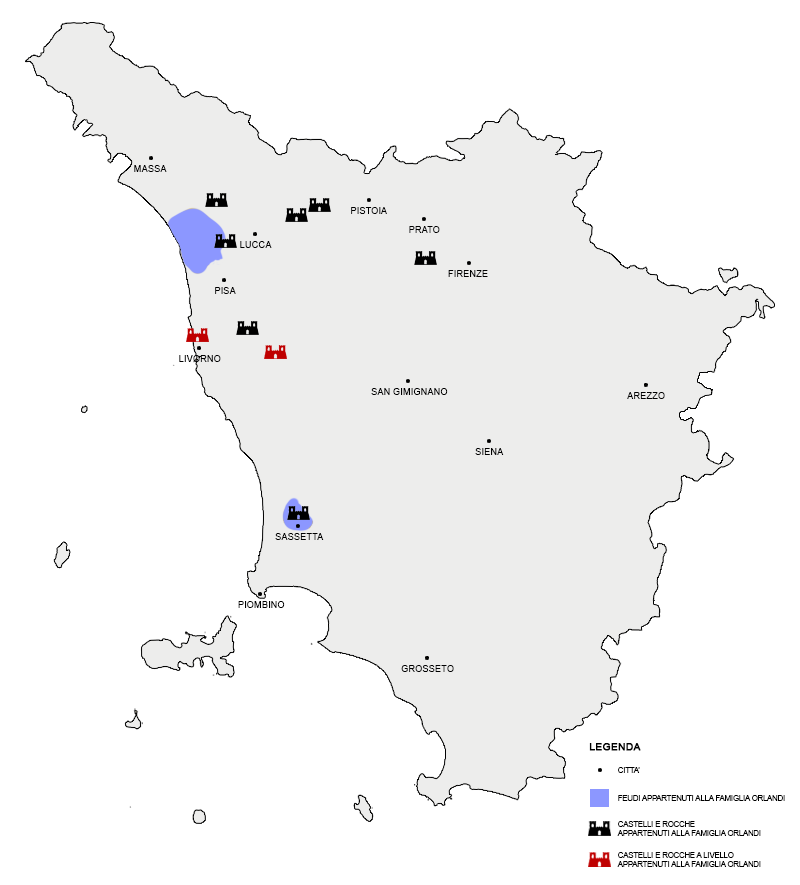
Castelli, rocche e feudi appartenuti alla famiglia Orlandi in Toscana (dati parziali)

### Castelli
I principali castelli appartenuti alla famiglia Orlandi furono:
- Castello di Colleviti (provincia di Pistoia), venduto il 19 ottobre 1435, ad oggi riconvertito in convento;
- Castello di Colle Romuli (provincia di Livorno);
- Castello di Gombitelli (provincia di Lucca), donato nel 1022 alla chiesa cattolica;
- Castello di Livorno (provincia di Livorno);
- Castello di Monte Orlandi (provincia di Firenze), distrutto per ordine dei fiorentini nel 1107;
- Castello di Sassetta (provincia di Livorno), distrutto per ordine dei Fiorentini nel 1503 sotto suggerimento di Niccolò Machiavelli;
- Castello di Son Orlandis (comunità autonoma delle isole Baleari);
- Castello di Tobbiano (provincia di Pistoia);
- Castello di Tripalle (provincia di Pisa);
- Castello di Vecchiano (provincia di Pisa).

### Palazzi
I principali palazzi appartenuti alla famiglia Orlandi furono:
- Palazzo Matteucci (provincia di Pistoia);
- Palazzo Orlandi (provincia di Pistoia);
- Palazzo Orlandi-Cardini (provincia di Pistoia);
- Palazzo Orlandi-Cardini (provincia di Pistoia);
- Palazzo Orlandi-Cardini (provincia di Pistoia), noto anche come Palazzo Martelli.

### Ville
Le principali ville appartenute alla famiglia Orlandi furono:
- Villa Orlandi-Cardini (provincia di Firenze).

## Influenza culturale

### Letteratura
Nella composizione lirica Faida di Comune, il poeta e scrittore Giosuè Carducci cita un certo Tigrin della Sassetta tra i protagonisti dell'assedio di Lucca del 1314; trattasi però di un'invenzione del poeta.